# Diedrich Lilienthal
Diedrich Lilienthal (* 21. Juni 1921 in Moorhausen; † 28. August 1944 in Baldone, Lettische SSR) war ein deutscher Feldwebel der Wehrmacht im Zweiten Weltkrieg, nach dem die heutige Delmetal-Kaserne der Bundeswehr zuvor benannt war.

## Leben
Lilienthal wurde während des Zweiten Weltkriegs am 4. Februar 1941 zur 2. Kompanie der Panzerjäger-Ersatz-Abteilung 10 einberufen. Nach vier Monaten Grundausbildung wurde er zur 1. Kompanie der Panzerjäger-Abteilung 290 der 290. Infanterie-Division versetzt. Er diente in dieser Division, bis er fiel.
Im Dezember 1941 erhielt er für die Durchführung eines Spähtrupps das Eiserne Kreuz II. Klasse verliehen. 1942 nahm er an einem Unteroffizierlehrgang teil und am 1. Dezember 1942 folgte seine Beförderung zum Unteroffizier. In der Folge wurde er mehrmals durch Granatsplitter verwundet. Am 15. Februar 1943 gelang es Lilienthal, einen sowjetischen Angriff auf seine Stellung abzuwehren. Als Geschützführer gelang es ihm, sieben Panzer und zwei 7,62-Zentimeter-Feldkanonen zu vernichten. Der sowjetische Angriff brach unter dem Abwehrfeuer zusammen. Unteroffizier Lilienthal wurde dafür das Eiserne Kreuz I. Klasse verliehen.
Auch an den folgenden beiden Tagen griff die Rote Armee die Stellung weiter an, wobei Unteroffizier Lilienthal verwundet wurde, aber weiter bei seinem Geschütz blieb. Nach drei Tagen lagen 18 vernichtete sowjetische Panzer vor der Stellung des Unteroffiziers. Lilienthal wurde für diese Abwehrleistung am 2. April 1943 mit dem Ritterkreuz des Eisernen Kreuzes ausgezeichnet und zum Feldwebel befördert.
Lilienthal wurde in den folgenden Monaten noch sechsmal verwundet, bevor er am 14. August 1944 durch einen Bauchschuss schwer verwundet wurde und 14 Tage später im Feldlazarett 329 seinen Verletzungen erlag. Sein Grabstein befindet sich auf dem Friedhof der Zionskirche in Worpswede, Landkreis Osterholz.

## Posthume Ehrung
Im Jahr 1966 wurde die Bundeswehr-Kaserne in Delmenhorst-Adelheide in „Lilienthal-Kaserne“ benannt und 1970 in „Feldwebel-Lilienthal-Kaserne“ umbenannt. Aufgrund des heute gültigen Traditionserlasses erfolgte die Umwidmung im Jahre 2021 in Delmetal-Kaserne.